# Joseph Novales

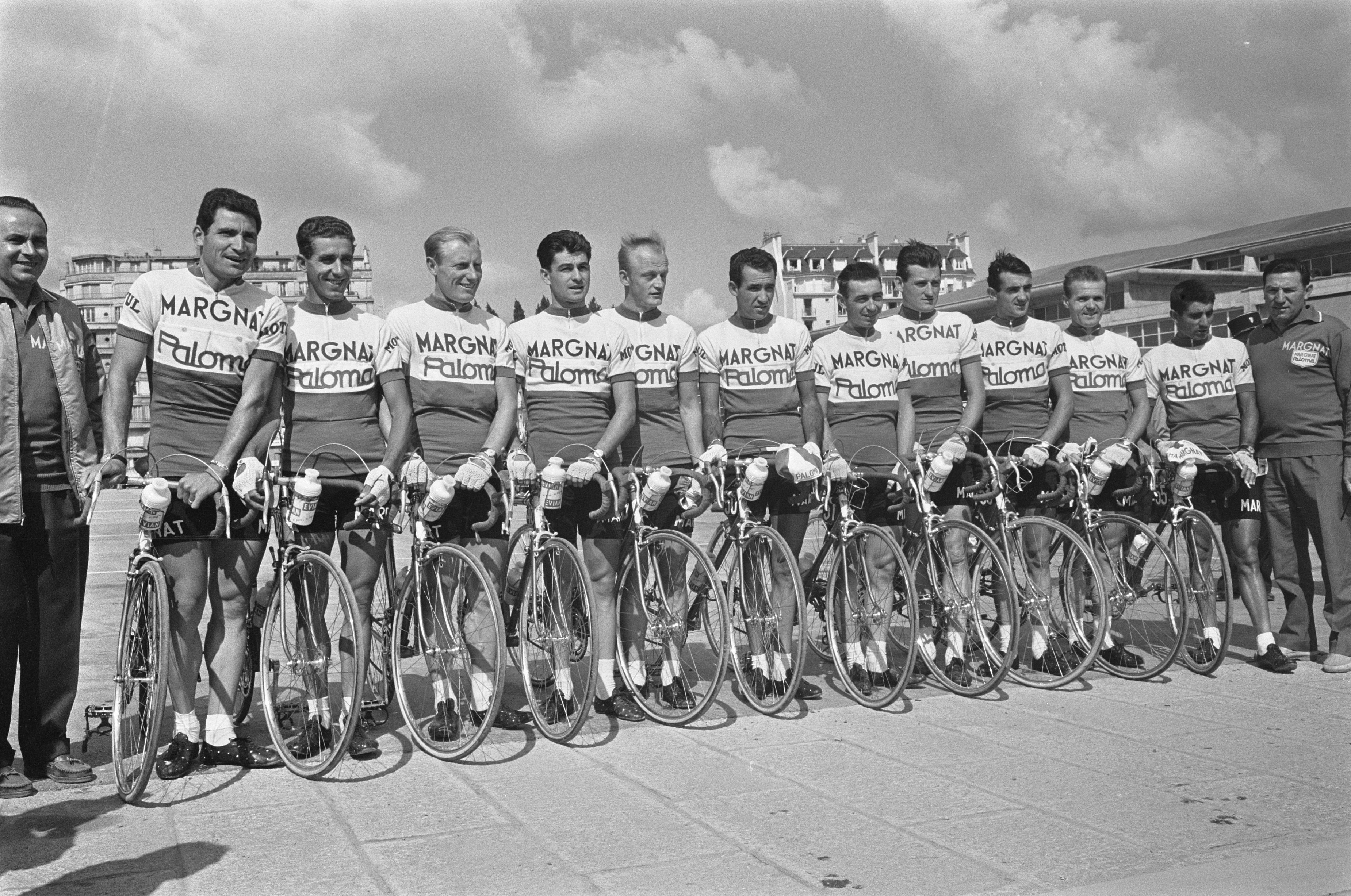
Novales mit dem Team Margnat-Paloma-Inuri

Joseph Novales (* 23. Juli 1937 in Torralba de Aragón, Spanien; † 23. März 1985 in Libreville, Gabun) war ein französischer Radrennfahrer.

## Sportliche Laufbahn
Novales, der in Spanien geboren wurde, erhielt 1950 die französische Staatsbürgerschaft. Er wurde 1962 Profi im Radsportteam Margnat-Paloma-D'Alessandro, für das er in seiner gesamten Laufbahn fuhr. 1962 gewann er eine Halbetappe in der Tour de Romandie und den Grand Prix Nizza. 1963 siegte er in der Katalonien-Rundfahrt und mit Joseph Velly in der Trofeo Baracchi. Beide schlugen Jacques Anquetil und Raymond Poulidor um neun Sekunden. Im Critérium international 1964 wurde er beim Sieg von Raymond Poulidor Dritter, wobei er eine Etappe gewann. Ein Etappensieg glückte ihm auch Critérium du Dauphiné libéré. 1964 siegte er im Eintagesrennen Trofeo Jaumendreu. In der Saison 1965 folgte ein Tageserfolg in der Andalusien-Rundfahrt.
Die Tour de France fuhr er dreimal, 1962 und 1966 schied er aus, 1964 wurde er 19. im Endklassement. 1965 schied er in der Vuelta a España aus. 1967 beendete er seine sportliche Laufbahn.